# Kati Kovács
Pour les articles homonymes, voir Kati Kovács (chanteuse) et Kovács.
Kati Kovács (née le 26 décembre 1963) est une auteure de bande dessinée finlandaise.

## Récompenses
- 1998 :  Prix Urhunden du meilleur album étranger pour Karu selli
- 1999 : Chapeau de Puupää, pour l'ensemble de son œuvre
- 2011 : prix Finlandia de la bande dessinée 2010, pour  	Kuka pelkää Nenian Ahnavia?[1]
- 2014 : Prix national d'art narratif, pour l'ensemble de son œuvre

## Œuvres
- Vihreä rapsodia (1994).
- Karuselli (1996).

### En français
- Sirkka, la petite fille des rues (trad. par Kirsi Kinnunen et Frédéric Feler), Éditions de l'An 2, 2003  (ISBN 2848560134).
- Qui a peur d'Emad Ellieiv ? (Kuka pelkää Nenian Ahnavia ?), Rackham, 2013  (ISBN 9782878271577).
- Les Jumelles Delta (Deltan kaksoset), Rackham, 2017  (ISBN 9782878272079).
- Le Labyrinthe de Kamilée (Kamileen labyrintti), Rackham, 2018  (ISBN 9782878272253).